# Monomorium viator
Monomorium viator är en myrart som beskrevs av Santschi 1923. Monomorium viator ingår i släktet Monomorium och familjen myror. Inga underarter finns listade i Catalogue of Life.